# Contea di Luoning
La contea di Luoning (洛宁县S, Luòníng XiànP) è una contea della Cina, situata nella provincia di Henan e amministrata dalla prefettura di Luoyang.